# Jakobstad (Verwaltungsgemeinschaft)

Lage der Verwaltungsgemeinschaft Jakobstad in Finnland

Die Verwaltungsgemeinschaft Jakobstad (schwedisch Jakobstadsregionen, finnisch Pietarsaaren seutukunta) ist eine von vier Verwaltungsgemeinschaften (seutukunta) der finnischen Landschaft Österbotten. 

## Zugehörende Gemeinden
Zum Verwaltungsgebiet gehören fünf Städte und Gemeinden. Die Flächenangabe bezieht sich auf die Landfläche (Stand 1. Januar 2013), die aufgrund der in der Regel zum Gemeindegebiet zugehörenden Seeflächen nur eine Teilmenge der Gesamtfläche darstellt. Einwohnerzahlen Stand 31. Dezember 2022::
| Gemeinde                        | Einwohner | Fläche (km²) | Ew./km² |
| ------------------------------- | --------- | ------------ | ------- |
| Jakobstad, Pietarsaari, Stadt   | 19.207    | 88.33        | 222,6   |
| Kronoby, Kruunupyy              | 6.405     | 712.36       | 9,4     |
| Larsmo, Luoto                   | 5.732     | 142,34       | 34,8    |
| Nykarleby, Uusikaarlepyy, Stadt | 7.434     | 732.66       | 10.3    |
| Pedersöre, Pedersören kunta     | 11.206    | 794.28       | 13.8    |